# Johann Ernst (Politiker, 1888)

Johann Ernst (Reichstags-Handbuch 1933)

Johann (oder Johannes) Ernst (* 30. Oktober 1888 in Kirschienen, Ostpreußen; † 20. April 1969 in Aachen) war ein deutscher Gewerkschafter und Politiker (Zentrum, später CDU).

## Leben und Beruf
Nach dem Besuch der Volksschule arbeitete Ernst zunächst in der Landwirtschaft. Er war von 1905 bis 1908 als Bergmann in Hombruch-Barop tätig, leistete von 1908 bis 1911 Militärdienst und wurde von 1911 bis 1914 als Bergmann in Lünen beschäftigt. Von 1914 bis 1918 nahm er als Soldat am Ersten Weltkrieg teil. Ernst hatte sich im Juni 1907 dem Gewerkverein Christlicher Bergarbeiter angeschlossen, wirkte nach dem Kriegsende hauptamtlich als Gewerkschaftsfunktionär und war von 1919 bis 1933 Bezirksleiter in den Bergbaubezirken Niederschlesien, Oberschlesien und Aachen. Während der Ruhrbesetzung beteiligte er sich am passiven Widerstand, woraufhin er verhaftet und aus dem Rheinland ausgewiesen wurde. Nach der Machtübernahme der NSDAP wurde er aus seinen Gewerkschaftsämtern entlassen und arbeitete anschließend bei einer Versicherung.
Nach dem Zweiten Weltkrieg schloss Ernst sich der IG Bergbau an und war 1945/46 Bezirksleiter der Gewerkschaft im Aachener Kohlenbergbaubezirk. Er agierte in verschiedenen Bergbauverbänden, war von 1947 bis 1950 als Direktor für Sozialfragen bei der Deutschen Kohlenbergbau-Leitung in Essen tätig und fungierte zudem als Ausschussvorsitzender für Arbeiterwohnungsbau bei der Europäischen Gemeinschaft für Kohle und Stahl (EGKS) in Luxemburg.

## Partei
Ernst war seit 1912 Mitglied der Zentrumspartei, die sich 1933 auf Druck der Nationalsozialisten auflöste. Er trat 1945 in die CDU ein.

## Abgeordneter
Ernst war 1920/21 Ratsmitglied der Stadt Waldenburg und von 1928 bis 1933 Ratsmitglied der Gemeinde Herzogenrath. Er war 1920/21 Mitglied des Provinziallandtages von Niederschlesien und von 1928 bis 1933 Mitglied des Provinziallandtages der Rheinprovinz. 1932/1933 gehörte er dem Reichstag an.
Nach Kriegsende wurde Ernst 1946 in den Rat der Stadt Aachen gewählt und war von 1946 bis 1951 Kreistagsmitglied des Kreises Aachen-Land. Außerdem war er 1946 Mitglied des Provinzialrates Nordrhein. Dem Nordrhein-Westfälischen Landtag gehörte er in beiden Ernennungsperioden im Jahre 1946 und im Anschluss bis 1958 als direkt gewählter Abgeordneter an.

## Öffentliche Ämter
Ernst amtierte von 1946 bis 1949 sowie von 1954 bis 1956 als Landrat des Landkreises Aachen. Er wurde am 15. September 1950 als Arbeitsminister in die von Ministerpräsident Karl Arnold geführte Regierung des Landes Nordrhein-Westfalen berufen, schied aber am 1. Oktober 1953 wieder aus dem Amt, da sein Ressort an diesem Tag in dem neugebildeten Ministerium für Arbeit, Soziales und Wiederaufbau aufging. Seine Funktion sowie die des Sozialministers Josef Weber übertrug der Regierungschef an den Wiederaufbauminister Otto Schmidt. Nach der Bildung einer christdemokratischen Alleinregierung wurde Ernst am 24. Juli 1958 von Ministerpräsident Franz Meyers zum Arbeits- und Sozialminister ernannt. Am 12. Oktober 1959 wechselte er an die Spitze des Ministeriums für Bundesangelegenheiten, dessen Leitung er am 9. August 1960 aus Altersgründen niederlegte.